# Ashton (Idaho)
Ashton è una città (city) degli Stati Uniti d'America, situata nella contea di Fremont, nello Stato dell'Idaho.